# Kloster Sant Jeroni de Cotalba
Das Kloster Sant Jeroni de Cotalba (spanisch San Jerónimo de Cotalba) war ein von 1388 bis 1835 bestehendes Hieronymitenkloster in der Gemeinde Alfahuir, Provinz Valencia der Autonomen Gemeinschaft Valencia, Spanien.
Im Rahmen der Mendizábaldesamortisation verließen die Mönche das enteignete Kloster am 6. August 1835. Die Familie Trénor erwarb es 1843 vom Spanischen Staat. Seitdem befindet es sich in Privatbesitz und ist seit 2005 im Einvernehmen mit dem Ministerium für Kultur für die Öffentlichkeit zugänglich. Dieses seit 1994 geschützte Kulturgut, aus dem 14. Jahrhundert enthält wichtige Elemente im Mudéjarstil, Gotik, Barock und Klassizismus.

## Galerie

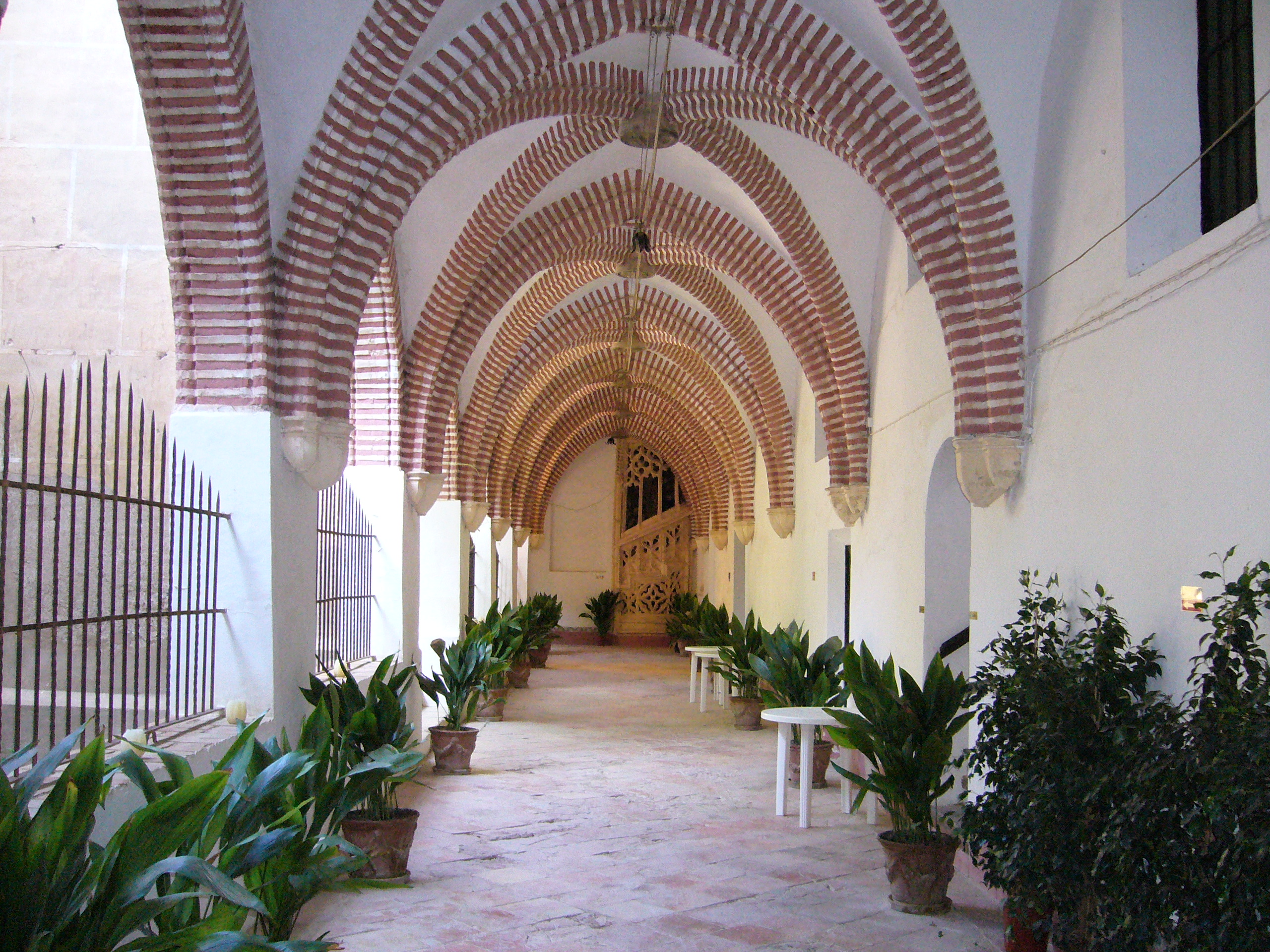
Kreuzgang im Mudéjarstil, 14. Jahrhundert.
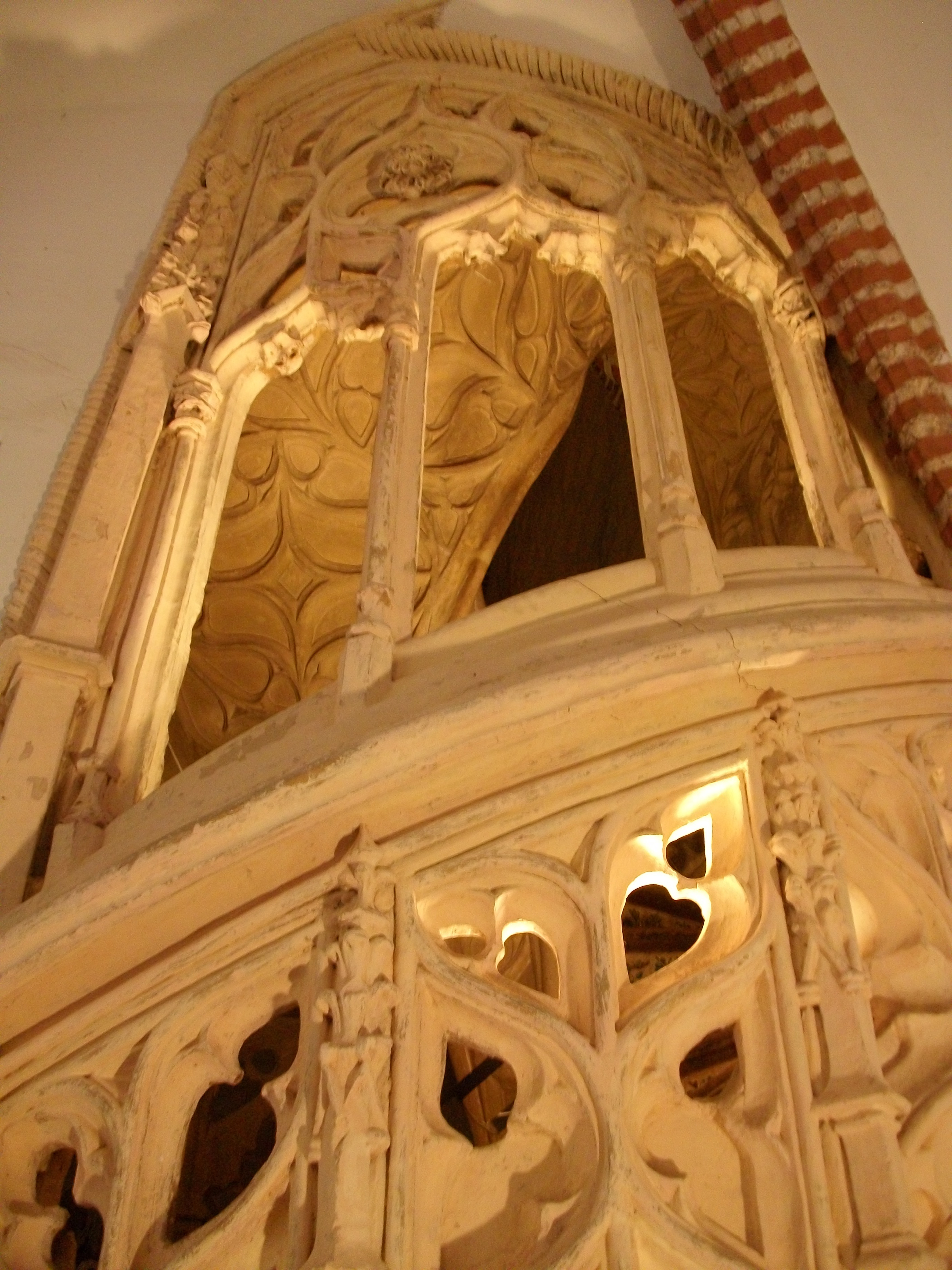
Flamboyant Gotiktreppe, Werk von Pere Compte, 15. Jahrhundert.
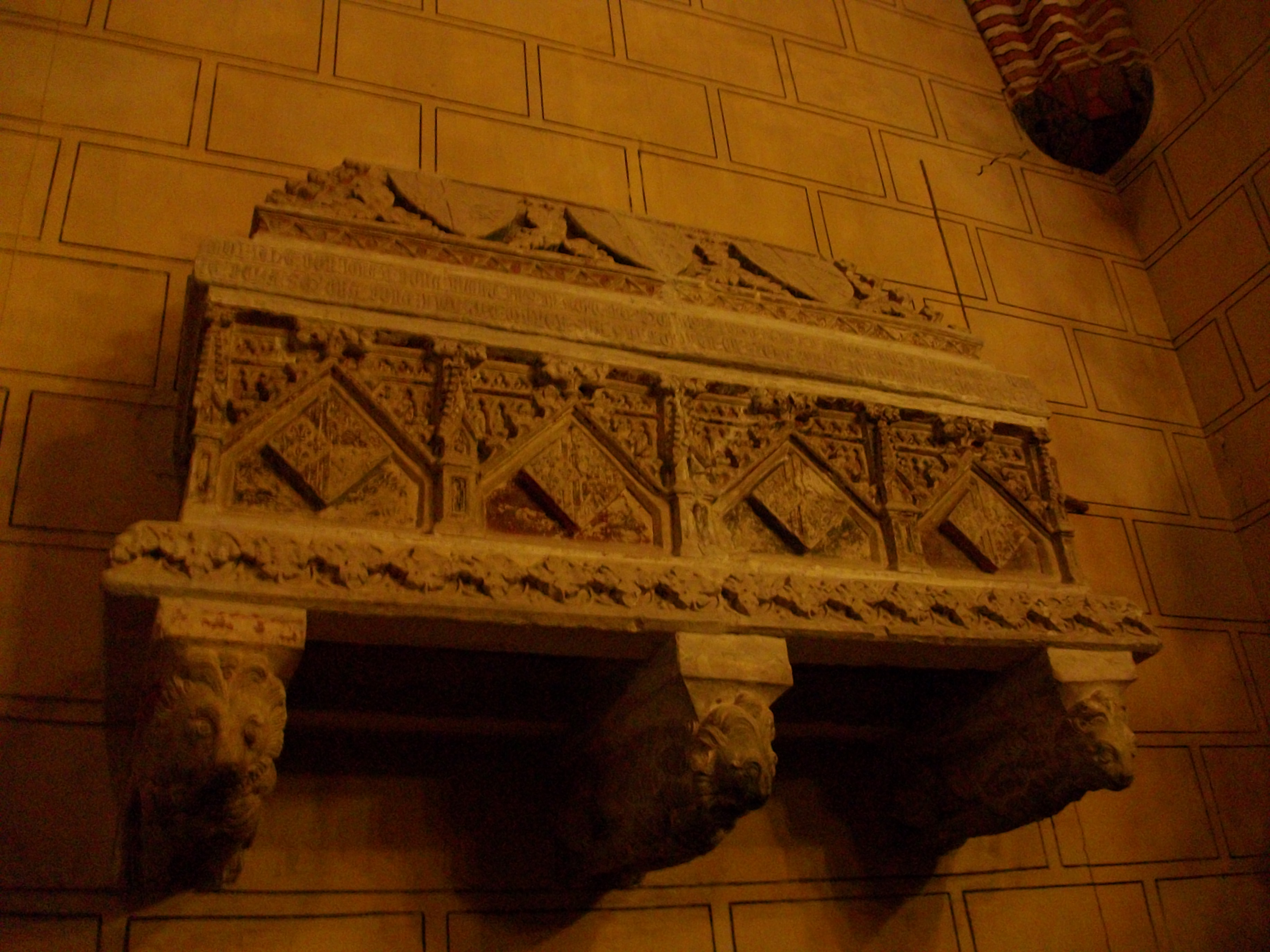
Mittelalterlicher Sarkophag der Kinder von Alfonso de Aragón y Foix, 14. Jahrhundert.
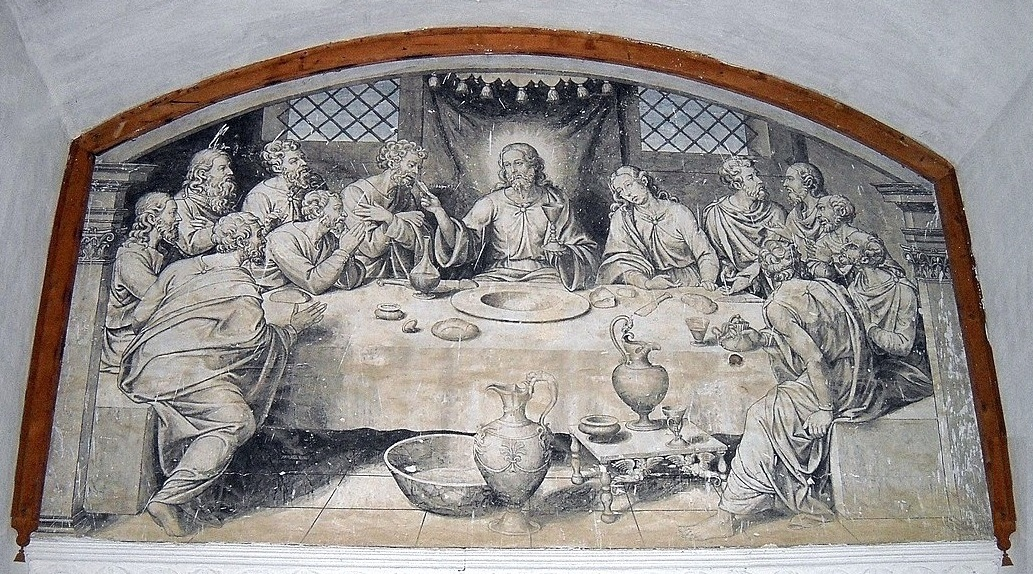
Das Letzte Abendmahl von Nicolau Borràs.